# Jaime Daniel Leote do Rego

Jaime Daniel Leote do Rego OTE • ComTE • ComA • GCA (Lagos, 1 de dezembro de 1867 — Lisboa, 26 de julho de 1923) foi um militar e oficial da Marinha, tendo atingido o posto de contra-almirante.

## Biografia
Era filho de António Silvestre do Rego, funcionário do Governo Civil do Distrito de Faro e de sua mulher Júlia Leote. Casou-se com Amélia da Costa Trancoso, com quem teve cinco filhos e filhas. Um deles, o Capitão Jaime Trancoso Leote do Rego, foi feito Cavaleiro da Ordem Militar de Avis a 5 de Outubro de 1926 e Cavaleiro da Ordem Militar de Cristo a 26 de Outubro de 1933.
Fez o curso da Escola Naval entre 1885-1887 e como guarda-marinha, em 1890, comandou pela primeira vez uma lancha canhoneira. Promovido a primeiro-tenente em 1894 e a capitão-tenente em 1906. Envolveu-se em vários conflitos militares, com destaque para os combates com os Manganjas, em Quelimane, onde em 1888, obteve a condecoração de Oficial da Ordem Militar da Torre e Espada, do Valor, Lealdade e Mérito. Em maio de 1901, estava na Divisão Naval do Índico, com a patente de 1.º tenente da Armada.
Destacou-se nas colónias, em especial em Moçambique, onde realizou estudos geoedrográficos, verificou a navegabilidade do rio Zambeze e organizou um Guia da Navegação à Costa de Moçambique. À altura da instauração da República, era governador de São Tomé (de junho a agosto de 1910), mas aderiu ao regime. Foi convidado a ocupar idêntica função na mesma colónia entre 14 de Junho de 1911 e 24 de Dezembro de 1911.
Em 1912 foi iniciado na Maçonaria, com o nome simbólico Pêro de Alenquer, na Loja Elias Garcia de Lisboa.
Filiado ao Partido Regenerador Liberal, foi eleito deputado ao Congresso da República entre 1915 e 1919 e de novo em 1922, eleito por Angola. Opôs-se ao governo de Pimenta de Castro na Revolta de 14 de Maio de 1915.
Durante a I Guerra Mundial, comandou a divisão naval que defendia a costa portuguesa e apoiou a participação de Portugal no conflito.
Exilou-se em Paris, devido aos acontecimentos de 5 de Dezembro de 1917, que conduziram Sidónio Pais ao poder, regressando a Portugal, a 2 de Março de 1919. Na véspera, fora elevado a Comendador da Ordem Militar da Torre e Espada, do Valor, Lealdade e Mérito, e no dia 11 desse mês foi feito Comendador da Ordem Militar de Avis, sendo elevado a Grã-Cruz da mesma Ordem a 19 de Outubro de 1922.

## Descendência
De seu casamento com Amélia da Costa Trancoso, tiveram os seguintes filhos:
- Luís Trancoso Leote do Rego (1895 — 19??).
- Jaime Trancoso Leote do Rego (1896 — 1943).
- Pedro,que morreu de gripe espanhola
- Joana, que foi sempre enfermiça e também morreu cedo
- António, casou-se com Armanda Ferreira de Bettencourt e é o pai de Luís Leotte e dos seus irmãos.